# Drepanogynis rubidivenis
Drepanogynis rubidivenis là một loài bướm đêm trong họ Geometridae.